# Heber Curtis
Heber Doust Curtis, född den 27 juni 1872 och död 9 januari 1942, var en amerikansk astronom. Han är mest känd för att ha initierat den stora debatten om universums storlek. Debatten hölls i början av 1920-talet och Heber Curtis menade att universum bestod av flera galaxer medan astronomen Harlow Shapley menade att galaxen Vintergatan var detsamma som universum.
Heber Curtis studerade till astronom på universiteten University of Michigan och University of Virginia.
Mellan åren 1902 till 1920 arbetade han på Lickobservatoriet med att undersöka nebulosor, ett arbete som inletts av astronomen James Edward Keeler. År 1920 utsågs han till chef för Alleghenyobservatoriet och samma år startade den stora debatten. Han hävdade, och fick så småninom rätt, att Vintergatan var en galax av många.
År 1930 blev han chef över University of Michigans observatorier men depressionen gjorde att han inte fick pengar att bygga den stora reflektor han konstruerat till Ann Arborobservatoriet.
Heber Doust Curtis deltog i elva olika expeditioner som skickades ut för att undersöka solförmörkelser.